# Pseudodiaptomus hessei
Pseudodiaptomus hessei is een eenoogkreeftjessoort uit de familie van de Pseudodiaptomidae. De wetenschappelijke naam van de soort is voor het eerst geldig gepubliceerd in 1894 door Mrázek.